# A treia Perioadă Intermediară a Egiptului
A treia Perioadă Intermediară a Egiptului se referă la o perioada din Egiptul Antic începând cu moartea faraonului Ramses al XI-lea în 1070 î.Hr. până la fondarea dinastiei a douăzeci și șasea de către Psamtik I în anul 664 î.Hr., după expulzarea conducătorilor Nubiani ai dinastiei a douăzeci și cincea.